# Nicotina deshidrogenasa
La nicotina deshidrogenasa (EC 1.5.99.4) es una enzima que cataliza la siguiente reacción química:
Por lo tanto los tres sustratos de esta enzima son nicotina, un aceptor de electrones, y agua; mientras que sus dos productos son 6-hidroxinicotina, y el aceptor reducido. La enzima puede actuar tanto sobre los isómeros (S)-nicotina como sobre (R)-nicotina.

## Clasificación
Esta enzima pertenece a la familia de las oxidorreductasas, específicamente a aquellas oxidorreductasas que actúan sobre un grupo CH-NH como dador de electrones, utilizando otros aceptores de electrones.

## Nomenclatura
El nombre sistemático de esta clase de enzimas es nicotina:aceptor 6-oxidorreductasa (hidroxilante). Otros nombres de uso común pueden ser nicotina oxidasa, D-nicotina oxidasa, nicotina:(aceptor) 6-oxidorreductase (hidroxilante), y L-nicotina oxidasa.

## Estructura y función
Esta enzima posee dos cofactores, un metal y FMN, la enzima puede actuar tanto sobre la forma natural (la (S)-nicotina) como sobre el isómero artificial (R)-nicotina, en ambos casos manteniendo la configuración. Esta enzima constituye la enzima clave en el inicio de la degradación oxidativa de la nicotina en Agrobacterium tumefaciens y Arthrobacter nicotinovorans; para su utilización como fuente de nitrógeno.